# Iris vartanii
Iris vartanii är en irisväxtart som beskrevs av Michael Foster. Iris vartanii ingår i släktet irisar, och familjen irisväxter. Inga underarter finns listade i Catalogue of Life.

## Bildgalleri

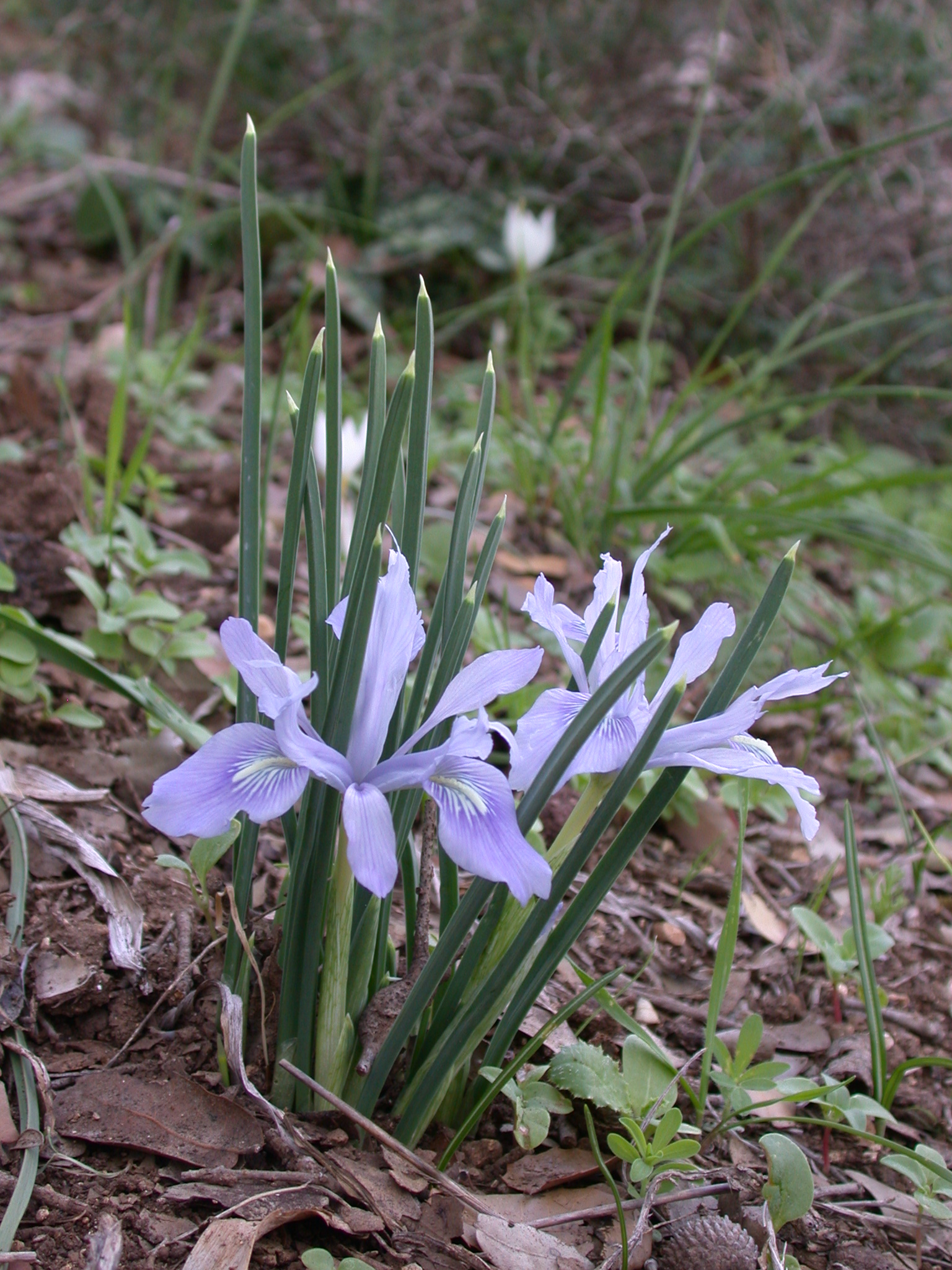
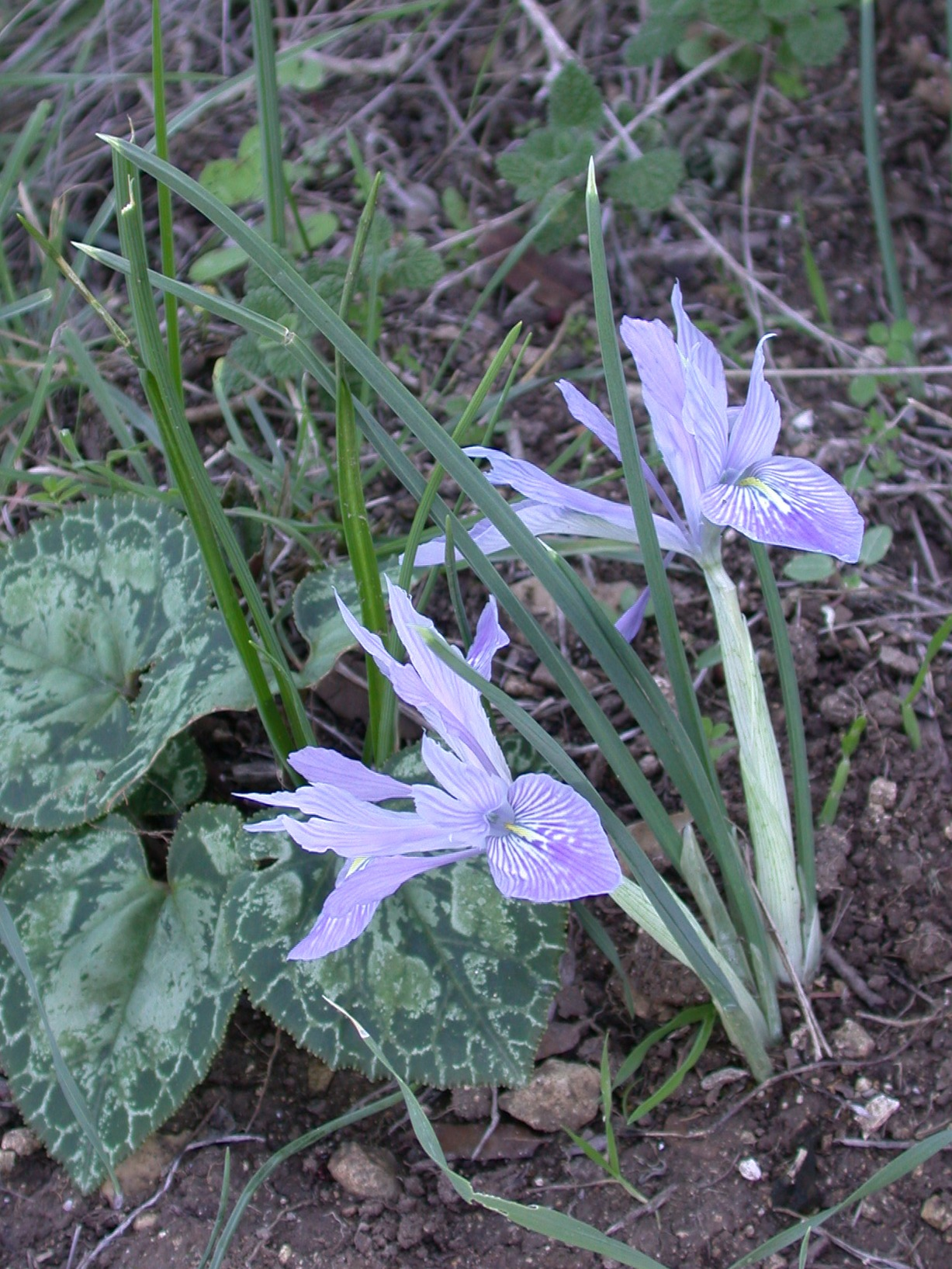
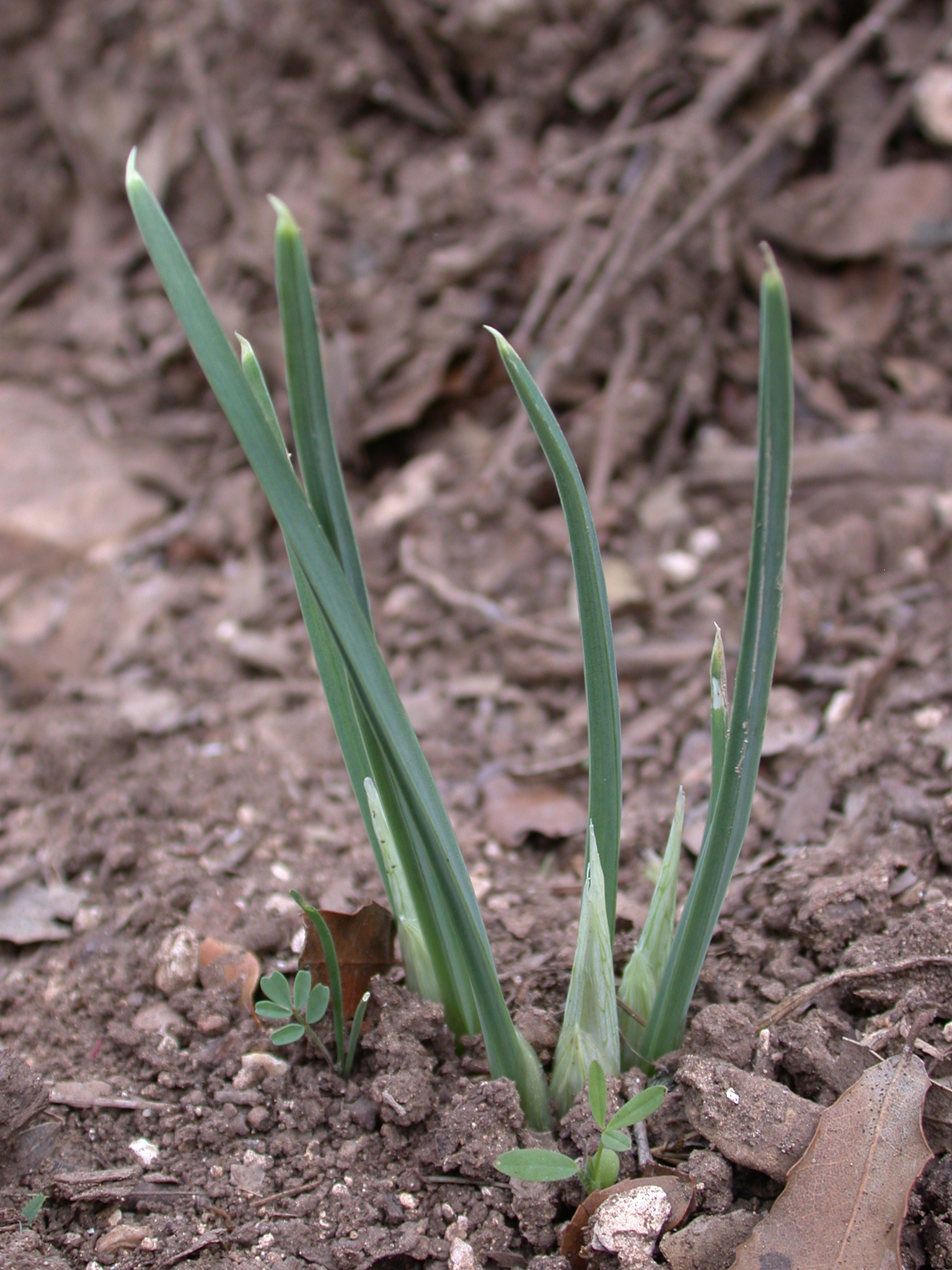